# Ruda nad Moravou
Ruda nad Moravou (deutsch Eisenberg an der March) ist eine Gemeinde in Tschechien. Sie liegt acht Kilometer westlich von Šumperk und gehört zum Okres Šumperk.

## Geographie
Ruda nad Moravou erstreckt sich am rechten Ufer der March im Hannsdorfer Bergland. Westlich erhebt sich die Strážnice (516 m), nordöstlich der Sklenný vrch (608 m), im Osten der Blýskač (502 m) und südöstlich der Burdův vrch (489 m).
Nachbarorte sind Hostice im Norden, Alojzov im Nordosten, Hrabenov im Osten, Radomilov und Bartoňov im Südosten, Truska und Olšany im Süden, Doubravice im Südwesten, Bušín im Westen sowie Jakubovice und Hartíkov im Nordwesten.

## Geschichte
Die erste schriftliche Erwähnung des Ortes erfolgte im Jahre 1302. 1596 kaufte Johann der Jüngere von Zierotin das Dorf und schloss es der Herrschaft Groß Ullersdorf an. 1614 erwarb Ladislav Velen von Zerotein die Herrschaft. Dessen Güter wurden nach der Schlacht am Weißen Berg konfisziert und 1622 an Karl von Liechtenstein verkauft. 1643 besetzten und plünderten die Schweden das Schloss.
Nach der Aufhebung der Patrimonialherrschaften bildete Eisenberg mit den Ortsteilen Ober Eisenberg und Nieder Eisenberg ab 1850 eine Gemeinde im Bezirk Mährisch Schönberg. 1930 hatte die Gemeinde 982 Einwohner. 
Infolge des Münchner Abkommens wurde die Gemeinde 1938 dem Deutschen Reich angeschlossen und gehörte bis 1945 zum Landkreis Mährisch Schönberg. 1939 hatte Eisenberg 924 Einwohner. Nach dem Zweiten Weltkrieg erfolgte die Vertreibung der deutschen Bewohner. 
1961 wurde Hostice eingemeindet, 1976 folgte Štědrákova Lhota und 1980 noch Hrabenov und Bartoňov-Radomilov.

## Gemeindegliederung
Die Gemeinde Ruda nad Moravou besteht aus den Ortsteilen Bartoňov (Bartelsdorf), Hostice (Hosterlitz), Hrabenov (Rabenau), Radomilov (Radmühl), Ruda nad Moravou (Eisenberg an der March) und Štědrákova Lhota (Tschödrich).

## Sehenswürdigkeiten

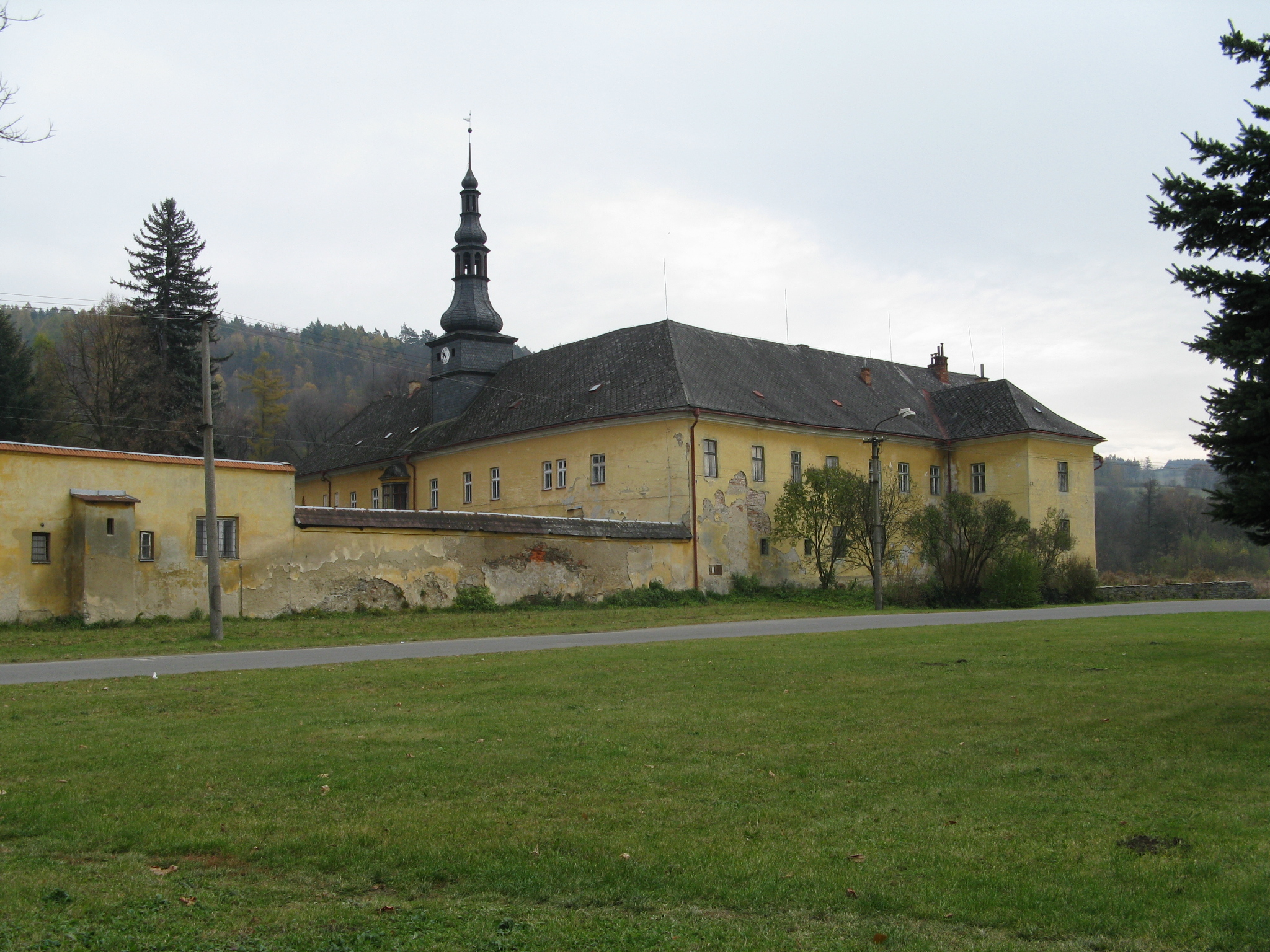
Schloss Ruda (Eisenberg)

- Schloss Ruda, der Renaissancebau wurde unter Bernhard von Zierotin in den Jahren 1600 bis 1610 errichtet
- Kapelle der hl. Anna, errichtet im 18. Jahrhundert
- Ehemalige Brennerei
- Statue der Jungfrau Maria
- Kalvarienberg, am Gemeindeamt
- Statuengruppe des hl. Josef mit Engeln, an der Kirche

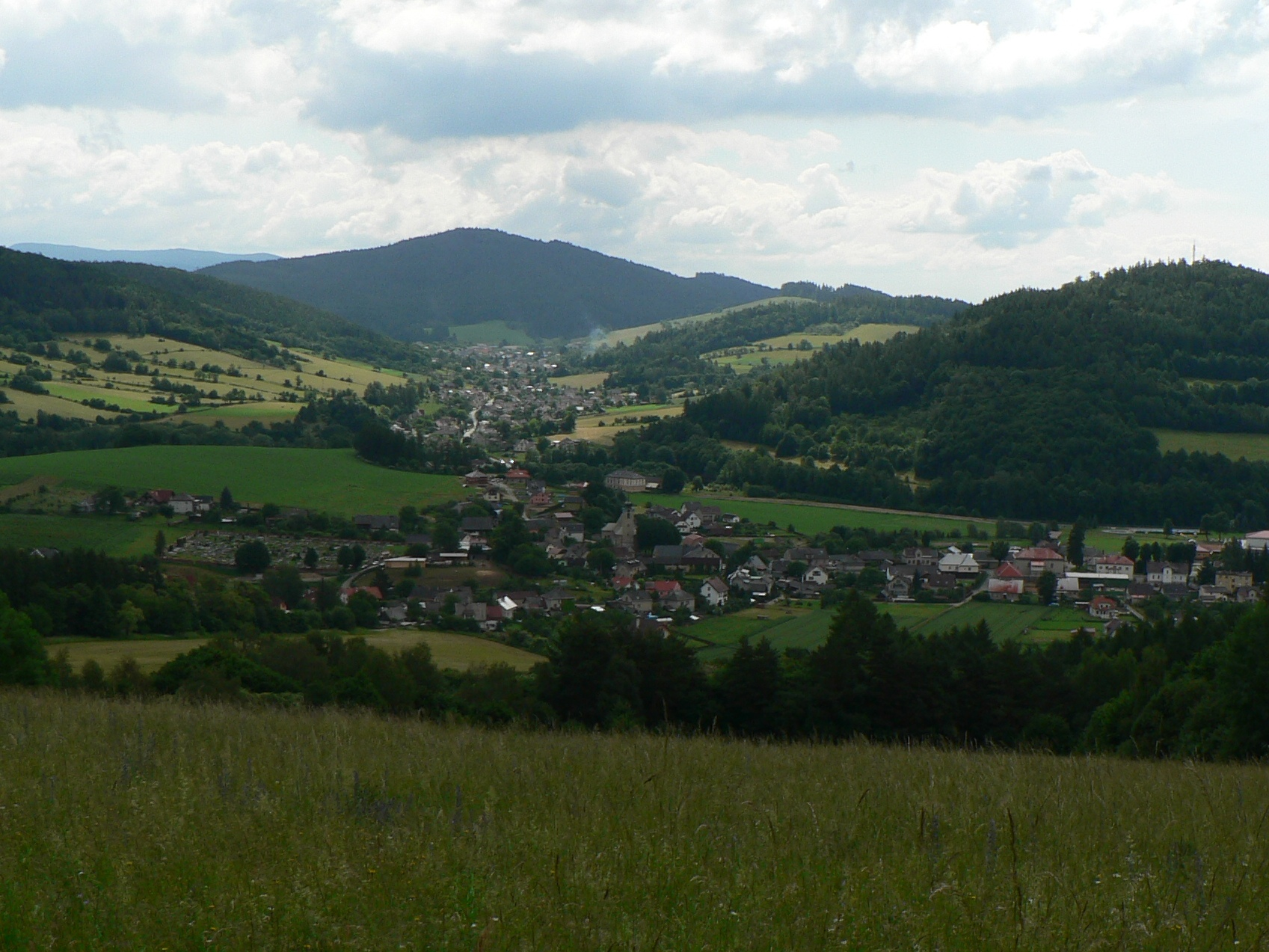
Ansicht von Ruda nad Moravou
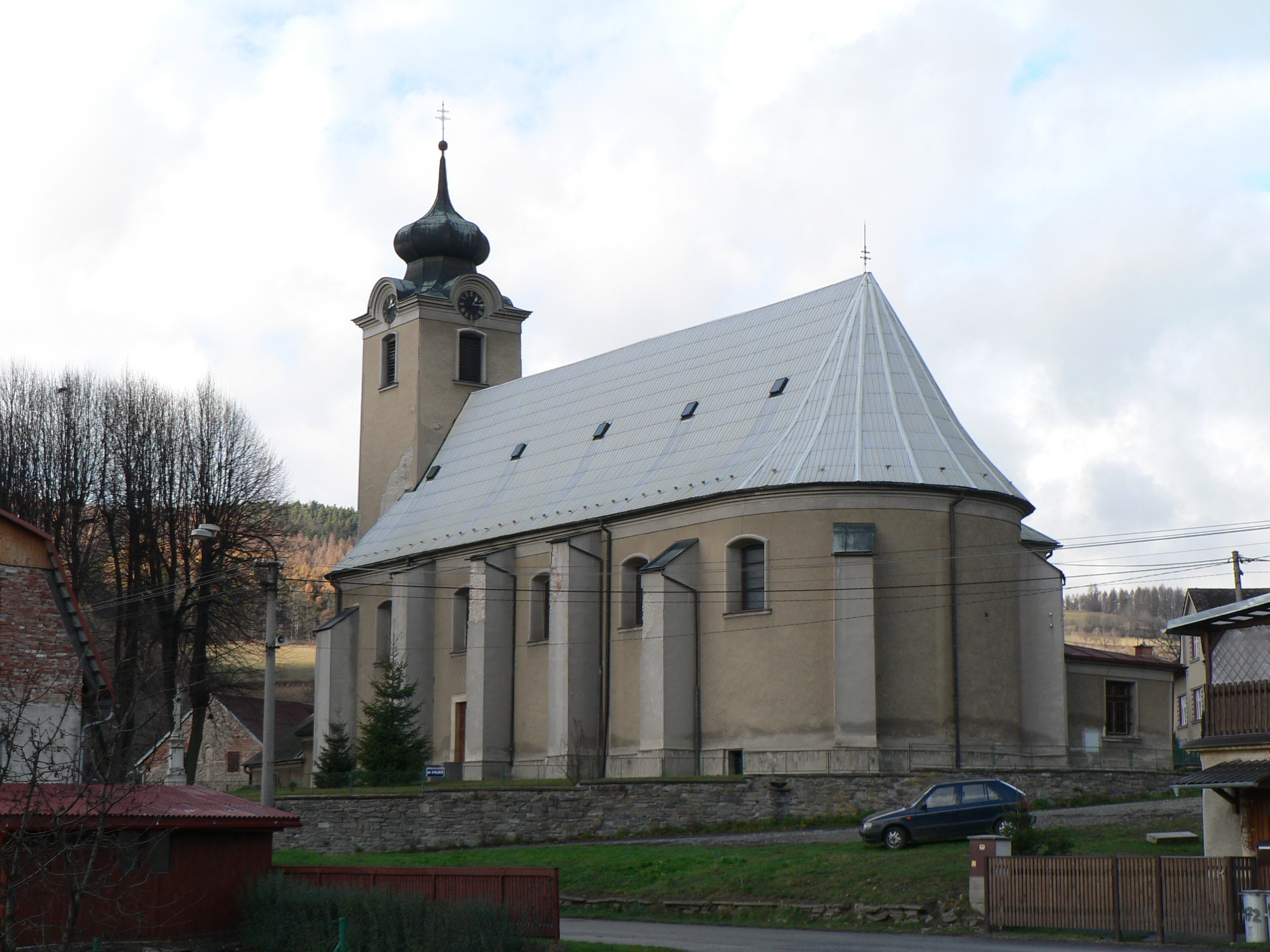
Kirche

## Persönlichkeiten
- Wolfgang Kusý (1842–1886), mährischer Jurist und Politiker, Förderer des tschechischsprachigen Schulwesens in Brünn
- Johannes Hawlik (1945–2009), österreichischer Politiker und Historiker
- Pavel Štefka (* 1954), tschechischer Viersternegeneral